# Dwór w Panoszowie
Dwór w Irządzach – pochodzący z I. połowy XIX wieku budynek dworski, znajdujący się w Panoszowie (powiat lubliniecki). Obiekt jest własnością prywatną.

## Historia i architektura
Pierwszy dwór w Panoszowie powstał - wraz z całym zespołem dworsko-parkowym - ok. 1752 roku w inicjatywy Georga Henrica
von Rouzitz de Helm. Obecnie istniejący budynek powstał najprawdopodobniej  ok. 1806 roku w wyniku przebudowy lub odbudowy, przeprowadzonej przez Wilhelma Georga Gottlieba von Koscielski-Ponoscha. W kolejnych latach Panoszów wraz z folwarkiem Patoka należał kolejno do radcy Wilhelma Conrada (1886), rodziny von Radolin (w 1894 roku majątek nabył Hugo von Radolin), spółki Herrschaft Ponoschau & Sorowski O.S. G.m.b.H. z Patoki (lata 1917-1930) oraz Hermanna Reemtsma (1937). Po II wojnie światowej nieruchomości przeszły na własność Skarbu Państwa. Mieścił się tutaj PGR. W 1986 roku przebudowano wnętrza i opracowano dokumentację remontu generalnego, przeprowadzonego w latach 1991-1992.
Dwór jest budynkiem murowanym, zbudowanym z cegły, podpiwniczonym. Posiada dach mansardowy z lukarnami, kryty dachówką. Fasada budynku z umieszczonym centralnie piętrowym ryzalitem i wejściem poprzedzonym drewnianym gankiem. W elewacji tylnej również znajduje się ryzalit. 
Budynek jest opuszczony i zabezpieczony przed wejściem. Za obiektem rozpościera się dawny park dworski.